# Судострой
Судостро́й — сельский посёлок в составе городского округа Навашинский Нижегородской области.

## География
Посёлок расположен в 23 км на север от города Навашино на берегу Ефановского затона реки Оки.

## История
На месте нынешнего посёлка в XVI — начале XX века существовал погост Перемилова пустынь. Время построения здесь церкви и основания пустыни не известны. Предание говорит, что церковь здесь воздвигнута в память того, что на этом месте ночевали Святые Петр и Февронья Муромские после насильственного удаления их из Мурома. Каменная церковь, по свидетельству того же предания, построена царем Иваном Васильевичем Грозным. В 1724 году Премилова пустынь была приписана к Борисоглебскому монастырю, а в 1764 году упразднена и церковь обращена в приходскую. Около 1750 года пожар истребил внутренность церкви. Престолов в церкви было два: главный во имя святой Живоначальной Троицы, а в приделе во имя Святого Филиппа, митрополита Московского. В настоящее время церковь полностью утрачена.
Посёлок Судострой входил в состав Поздняковского сельсовета Навашинского района, с 2015 года — в составе городского округа Навашинский.

## Население
| 2002 | 2010 |
| ---- | ---- |
| 20   | ↘8   |